# Processus zygomatique
Les processus zygomatiques sont les trois processus des trois os du crâne qui s'articulent avec l'os zygomatique :
- Le processus zygomatique de l'os frontal[1],
- Le processus zygomatique du maxillaire[2],
- Le processus zygomatique de l'os temporal[3].

Le terme zygomatique dérive du grec Ζυγόμα, zygoma, signifiant "joug".

## Processus zygomatique de l'os frontal
Le bord supra-orbitaire de l'os frontal se termine latéralement par le processus zygomatique de l'os frontal (ou apophyse orbitaire externe de l’os frontal). Il étend l'os frontal en dessous et latéralement et s'articule avec l'angle supérieur de l'os zygomatique..

## Processus zygomatique du maxillaire
Le processus zygomatique du maxillaire (ou apophyse pyramidale du maxillaire ou apophyse malaire du maxillaire ou apophyse zygomatique du maxillaire) est une éminence triangulaire faisant saillie sur la face externe de l'os maxillaire.
Il présente trois faces et un sommet :
- Une face antérieure ou génienne forme la face antérieure de l'os maxillaire.
- Une face postérieure (ou zygomatique ou infra-temporale ou ptérygo-maxillaire) est concave et fait partie de la fosse infratemporale.
- Une face supérieure (ou orbitaire).
- Un sommet tronqué rugueux et dentelé qui forme l'articulation zygomatico-malaire avec le processus maxillaire de l'os zygomatique.

## Processus zygomatique de l'os temporal
Le processus zygomatique de l'os temporal est un long processus arqué faisant saillie de la partie inférieure de l'écaille de l'os temporal au-dessus et en avant du méat acoustique externe. Il s'articule avec le processus temporal de l'os zygomatique.
Ce processus se dirige latéralement, ses deux surfaces regardant vers le haut et vers le bas. Par torsion sur lui-même les deux surfaces deviennent médiale et latérale en se dirigeant vers l'avant.
Le bord supérieur est long, fin et pointu, et sert d'insertion au fascia temporal.
Le bord inférieur, court, épais et arqué, sur lequel s’insère quelques fibres du muscle masséter.
La surface latérale est convexe et sous-cutanée. La surface médiale est concave et permet l'insertion du muscle masséter.
L'extrémité antérieure est profondément dentelée et s'articule avec le processus temporal de l'os zygomatique.
L'extrémité postérieure est reliée l'écaille par deux racines, les racines antérieure et postérieure :
- La racine postérieure, prolongement du bord supérieur, est fortement marquée ; il remonte au-dessus du conduit auditif externe.
- La racine antérieure, en continuité avec le bord inférieur, est courte mais large et forte ; il est dirigé vers l'intérieur et se termine par une éminence arrondie, le tubercule articulaire.

Il forme l'arcade zygomatique.

## Galerie

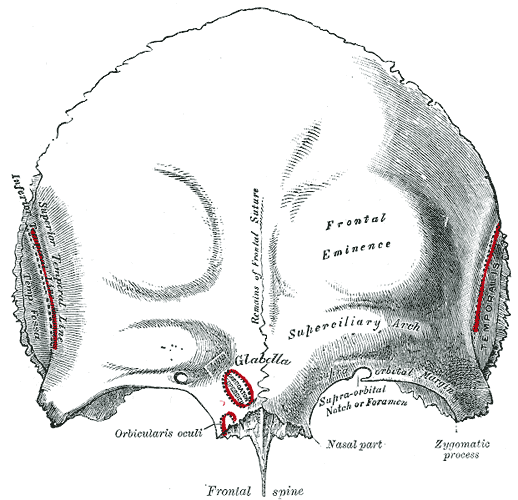
Os frontal : surface externe
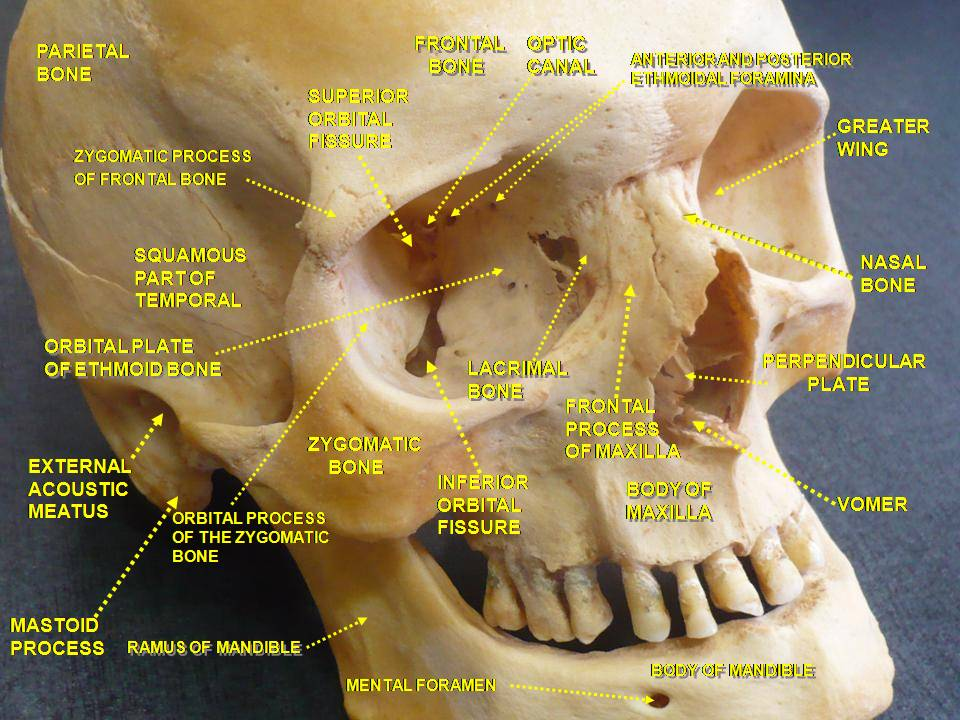
Processus zygomatique de l'os frontal
Processus zygomatique du maxillaire
Processus zygomatique de l'os temporal